# Jan Myrehed
Jan Myrehed, född 3 mars 1957, är en svensk artist och TV-profil. Han medverkade i 100 höjdare med Filip och Fredrik som Entertainer-Mannen på Kanal 5. 2007 var han programledare för programmet Klippshowen som visades i Kanal 5.
Hans låt Härliga raggarliv var med och tävlade i Värmlandstoppen.
Han är bosatt i Sunne i Värmlands län.